# James Cook (giocatore di football americano)
James Dalvin Cook (Miami, 25 settembre 1999) è un giocatore di football americano statunitense che milita nel ruolo di running back per i Buffalo Bills della National Football League (NFL).

## Carriera

### Buffalo Bills
Al college Cook giocò a football a Georgia vincendo il campionato NCAA nel 2021. Fu scelto nel corso del secondo giro (63º assoluto) del Draft NFL 2022 dai Buffalo Bills. Nella settimana 5 segnò il suo primo touchdown dopo una corsa da 24 yard nella vittoria sui Pittsburgh Steelers. La sua prima stagione regolare si chiuse con 507 yard corse e 2 touchdown in 16 presenze, nessuna delle quali come titolare. Andò a segno anche nel primo turno di playoff in cui i Bills batterono i Miami Dolphins.
Nel secondo turno della stagione 2023 Cook corse 123 yard su 17 tentativi nella vittoria sui Las Vegas Raiders. Nella settimana 15 corse un nuovo primato personale di 179 yard nella vittoria sui Dallas Cowboys, venendo premiato come giocatore offensivo della AFC della settimana e come running back della settimana. A fine stagione fu convocato per il suo primo Pro Bowl dopo essersi classificato quarto nella NFL con 1.122 yard corse.
Nel secondo turno della stagione 2024 Cook guidò la squadra con 78 yard corse e 2 touchdown, oltre a un terzo su ricezione, nella vittoria sui Miami Dolphins per 31-10, venendo premiato come miglior giocatore offensivo della AFC della settimana. Nell'ottavo turno corse un massimo stagionale di 111 yard e segnó due touchdown nella vittoria esterna sui Seattle Seahawks. Nella settimana 15 corse 105 yard e segnò due touchdown nella vittoria sui Detroit Lions. Nel turno successivo guadagnò 126 yard dalla linea di scrimmage e segnò un touchdown su corsa e uno su ricezione nella vittoria sui New England Patriots. Chiuse l'annata guidando la NFL con 16 touchdown su corsa che pareggiarono il record di franchigia di O.J. Simpson, venendo convocato per il suo secondo Pro Bowl al posto di Derrick Henry che scelse di non parteciparvi.
Il 13 agosto 2025 Cook firmò un rinnovo contrattuale quadriennale del valore di 48 milioni di dollari.

## Palmarès
- Convocazioni al Pro Bowl: 2

2023, 2024
- Giocatore offensivo della AFC della settimana: 2

15ª del 2023, 2ª del 2024
- Running back della settimana: 1

15ª del 2023
- Leader della NFL in touchdown su corsa: 1

2024